# Herbert Uhlich
Herbert Friedrich Julius Uhlich (* 23. August 1899 in Seidenberg, Niederschlesien, Deutsches Reich; † März 1973, Berlin) war ein deutscher Theaterschauspieler, Rundfunkschaffender, Produktions- und Herstellungsleiter, Filmproduzent und Filmmanager.

## Leben und Wirken
Uhlich hatte nach dem Abschluss des Realgymnasiums mit einem Medizinstudium begonnen und nebenbei bei Waldemar Staegemann eine Schauspielausbildung absolviert. Von 1923 bis 1927 stand er auf der Bühne in der deutschen Provinz, anschließend arbeitete er bis 1930 beim Berliner Rundfunk als Assistent des Direktors Carl Hagemann. Von 1931 bis 1945 war Uhlich Mitinhaber der kleinen Filmproduktionsfirma Werbeschall Uhlich & Schröter Produktion Sigma-Film und wirkte auch als deren Produktionschef. In diesen Jahren stellte er eine Fülle von zumeist kurzen Dokumentar- und Lehrfilmen her. Bei dem mittellangen Streifen “Zwischen Sahara und Nürburgring” lernte er 1936 den jungen Nachwuchsregisseur Wolfgang Staudte kennen, mit dem er zehn Jahre später bei beider berühmtestem Kinospielfilm erneut zusammenarbeiten sollte.
Unmittelbar nach Kriegsende stellte sich der Schlesier sofort in den Dienst der soeben gegründeten, ostzonalen DEFA, für die er nicht nur deren Wochenschau Der Augenzeuge produktionstechnisch betreute, sondern auch den ersten deutschen Nachkriegsfilm, Staudtes Heimkehrer- und Krigsverbrecherdrama Die Mörder sind unter uns, als Produktionsleiter herstellte. Auch die folgenden Uhlich-DEFA-Filme Ehe im Schatten, Affaire Blum und Rotation besitzen hohe künstlerische Bedeutung in seinem Schaffen.
Kurz nach Gründung der Bundesrepublik Deutschland entschloss sich der in Berlin-Wilmersdorf lebende Filmproduzent zum örtlichen wie politischen Seitenwechsel und stellte nach 1950 nur noch West-Berliner bzw. bundesdeutsche Filme her, die jedoch künstlerisch eher bedeutungslos waren und einzig der Massenunterhaltung dienten. Uhlich, der von 1952 bis 1954 als geschäftsführender Direktor dem Berliner Schiller- und Schloßparktheater vorstand, war seit 1954 einige Jahre lang Geschäftsführer der Capitol-Film, für die er gelegentlich auch persönlich produzierte.
Uhlich zog sich bereits 1959 mit der Produktionsleitung zu der missglückten Literaturverfilmung Jons und Erdme von der aktiven Filmherstellung zurück. Er war mit der Schauspielerin Emmy Burg verheiratet.

## Filmografie
als Filmproduzent, Produktions- oder Herstellungsleiter; bis 1945 Dokumentarfilme, nach 1945 Spielfilme
- 1936: Zwischen Sahara und Nürburgring
- 1936: Kraftsport 1936
- 1937: Ballon-Start
- 1937: Sieg auf drei Erdteilen
- 1938: Der Kampf um den letzten Mann
- 1938: Ford am Rhein
- 1938: Neuwied stellt sich vor
- 1938: Gefolgschaftssparen
- 1938: Das eiserne Pferd
- 1939: Dienst im NSKK
- 1939: Genossenschaftsfreunde besuchen Ostpreußen
- 1939: Kampf unserer Rennwagen
- 1940: Ostfriesische Blumenzwiebelkultur
- 1940: Absätze
- 1941: Die OT baut auf
- 1941: Gebirgsrettungsdienst
- 1942: NSKK-Geländefahrten
- 1942: Verbandmittel für die „Erste Hilfe“
- 1942: Das DRK sammelt
- 1943: Frohe Stunden für unsere Verwundete
- 1943: Lazarettschiff Berlin
- 1944: Das Stillen von starken äußeren Blutungen
- 1944: DRK-Zeitspiegel: Ein Einblick in die Kriegsarbeit des Deutschen Roten Kreuzes in der Heimat
- 1946: Die Mörder sind unter uns
- 1947: Ehe im Schatten
- 1947: Die seltsamen Abenteuer des Herrn Fridolin B.
- 1948: Affaire Blum
- 1948: Rotation
- 1949: Der Biberpelz
- 1950: Die lustigen Weiber von Windsor
- 1951: Blaubart
- 1952: Heimweh nach Dir
- 1954: Konsul Strotthoff
- 1955: Vor Gott und den Menschen
- 1955: Der Himmel ist nie ausverkauft
- 1955: Ein Mädchen aus Flandern
- 1957: … und führe uns nicht in Versuchung
- 1957: Die Letzten werden die Ersten sein
- 1957: Schwarze Nylons – Heiße Nächte
- 1959: Jons und Erdme